# Sans soleil
Sans soleil (br: Sem sol) é um filme francês de 1983, que mistura documentário e ficção, realizado por Chris Marker.
Filmado em locais do mundo muito dispersos entre si, o filme contém imagens registadas na Islândia, Cabo Verde, Guiné-Bissau, Japão, Estados Unidos, França e Portugal.

## Principais prêmios e indicações
Festival de Berlim 1983 (Alemanha)
- Recebeu o Prêmio OCIC.